# Jacopo da Pontormo
Jacopo da Pontormo, vlastním jménem Jacopo Carucci, někdy uváděný jen jako Pontormo (kolem 24. května 1494, Pontorme u Empoli – před 2. lednem 1557, Florencie) byl italský malíř a kreslíř, představitel florentského manýrismu.
Pocházel z rodiny malíře, brzy osiřel, vychovávala ho babička. Studoval ve Florencii, jeho učiteli postupně byli Leonardo da Vinci, Mariotto Albertinelli, Piero di Cosimo a Andrea del Sarto.
Pracoval na mnoha zakázkách pro Medicejské, známý je např. jeho portrét Cosima de’ Medici. Z jeho náboženských děl je nejslavnější oltářní obraz Snímání s kříže pro kostel S. Felicita ve Florencii, považovaný na vrcholné dílo florentského manýrismu.

## Externí odkazy

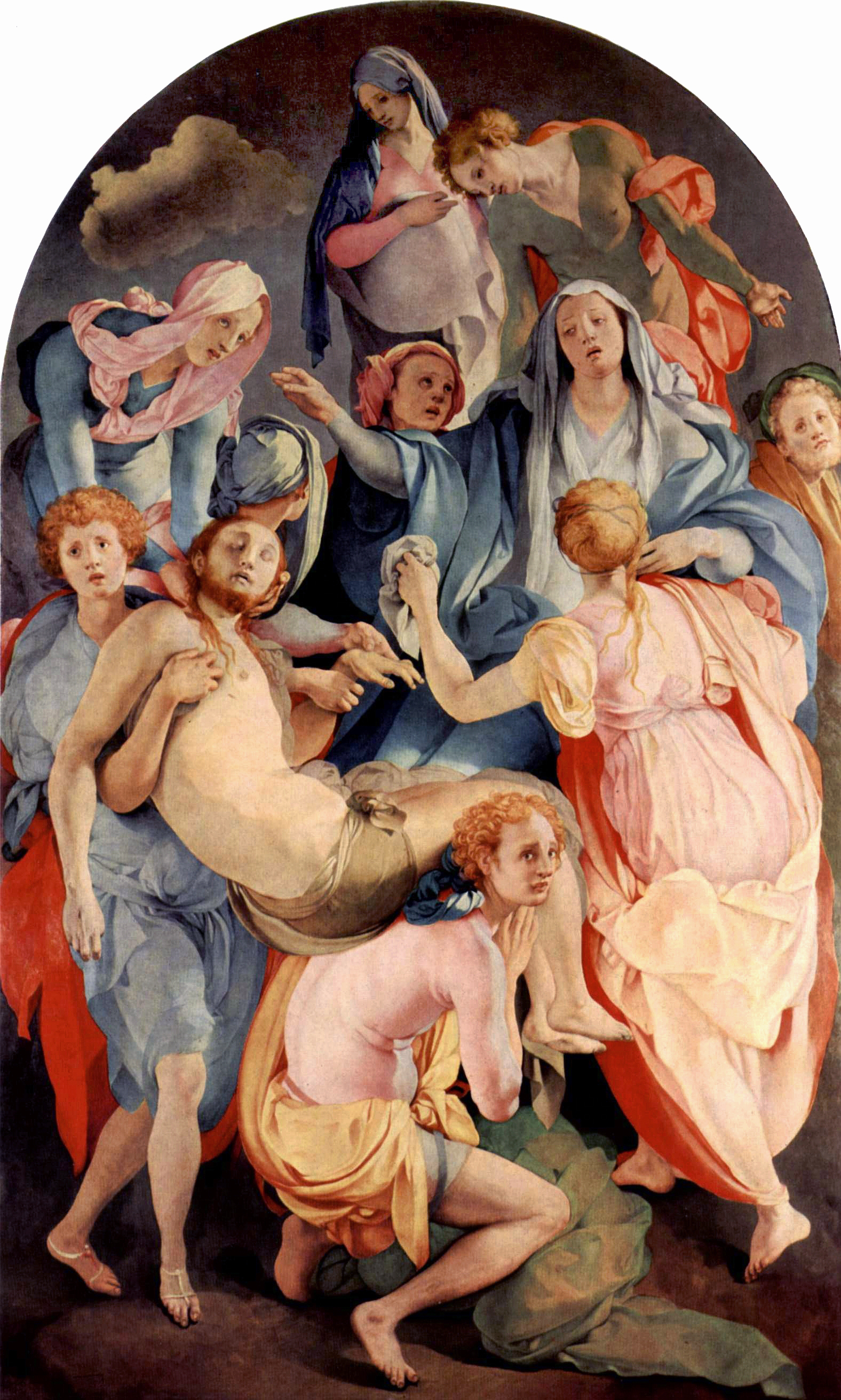
Pontormo: Snímání s kříže